# ITF Women's Circuit Sanya 2013
L'ITF Women's Circuit Sanya 2013 è stato un torneo di tennis facente parte della categoria ITF Women's Circuit nell'ambito dell'ITF Women's Circuit 2013. Il torneo si è giocato a Sanya in Cina dal 9 al 15 settembre 2013 su campi in cemento e aveva un montepremi di $50,000.

## Partecipanti

### Teste di serie
| Nazionalità | Giocatrice              | Ranking* | Testa di serie |
| ----------- | ----------------------- | -------- | -------------- |
| Rep. Ceca   | Karolína Plíšková       | 72       | 1              |
| Cina        | Zhang Shuai             | 104      | 2              |
| Cina        | Duan Yingying           | 133      | 3              |
| Cina        | Zheng Saisai            | 150      | 4              |
| Serbia      | Jovana Jakšić           | 159      | 5              |
| Kazakistan  | Zarina Dijas            | 196      | 6              |
| Cina        | Wang Qiang              | 216      | 7              |
| Thailandia  | Varatchaya Wongteanchai | 250      | 8              |

- Ranking al 26 agosto 2013.

### Altre partecipanti
Giocatrici che hanno ricevuto una wild card:
- Sun Ziyue
- Tian Ran
- Wang Yafan
- Xu Shilin

Giocatrici che sono passate dalle qualificazioni:
- Hsu Wen-hsin
- Liang Chen
- Tang Haochen
- Zhao Yijing

## Vincitrici

### Singolare
Karolína Plíšková ha battuto in finale  Zheng Saisai con il punteggio di 6–3, 6–4

### Doppio
Sun Ziyue /  Xu Shilin hanno battuto in finale  Yang Zhaoxuan /  Zhao Yijing con il punteggio di 6(5)–7, 6–3, [10–3]